# Рудка (Черновицкая область)
Рудка (укр. Рудка) — село в Веренчанской сельской общине Черновицкого района Черновицкой области Украины.
Население по переписи 2001 года составляло 211 человек. Почтовый индекс — 59411. Телефонный код — 3737. Код КОАТУУ — 7321580403.

## История
Осенью 1918 года Румыния оккупировала село. Была установлена румынская власть, началась румынизация села.
В 1940 году село вместе с Северной Буковиной было взято красной армией и вошло в состав Украинской Советской Социалистической Республики.
22 июня 1941 года германские войска напали на СССР, началась Великая Отечественная война 1941—1945 годов.
До 2020 года входило в Заставновский район